# Peso boliviano
El peso boliviano fue la moneda oficial de Bolivia entre los años 1963 y 1986. Estaba dividido en 100 centavos. Esta moneda sustituyó al viejo boliviano de 1864 por un cambio de mil a uno. El peso boliviano sufrió una hiperinflación en los mediados de los años 1980, dando lugar al reemplazo por el nuevo boliviano en 1987 en un cambio de un millón a uno.
El símbolo del peso boliviano era b$.

## Historia
Luego de la Revolución boliviana de 1952, el país inicio un período de grandes transformaciones en la vida social, política y económica establecida en la época, por lo que la situación económica  ya crítica en 1950 se agudiza por la pesada deuda externa, el bloqueo del gobierno estadounidense y la caída vertical de los precios internacionales de los minerales de exportación. En el gobierno de Víctor Paz Estenssoro se intentó tomar control de la situación y se generó el Plan de Política Económica de la Revolución Nacional; las medidas monetarias adoptadas en este contexto dan como resultado un acrecentamiento de la inflación.[cita requerida]
En 1956, punto máximo de la crisis, se realizaron elecciones generales con el triunfo de Hernán Siles Suazo; su gobierno impulsó una vez más la aplicación de medidas de emergencia para controlar la inflación crónica y en diciembre de 1956, con ayuda del gobierno de Estados Unidos y del Fondo Monetario Internacional, promulgó el Plan de Estabilización Monetaria que propugnaba la liberación de la economía, el congelamiento de salarios, disminución del gasto público, y la  reducción de créditos y subvenciones.[cita requerida]
En el segundo gobierno de Víctor Paz la economía se orienta hacia un capitalismo de Estado, caracterizado por elevadas inversiones públicas orientadas a las grandes empresas estatales, y en 1962 se promulga el Decreto Supremo 6161, con el cual se modifica el signo monetario de bolivianos a pesos bolivianos con una equivalencia de 1/1000, así como la fabricación y emisión de moneda en denominaciones de uno, cinco, diez, veinte, cincuenta y cien pesos bolivianos.
Desde 1964 se produjo en Bolivia una larga secuencia de golpes de Estado y dictaduras militares,[cita requerida] que trajeron consigo inestabilidad política y económica que desembocaron en la hiperinflación más grande de la historia de Bolivia, la cual llegó hasta 8170% en 1985,[cita requerida] lo que obligó nuevamente al gobierno de Víctor Paz a retirar de circulación el peso boliviano y crear una nueva moneda, el  boliviano,[cita requerida] mediante la Ley 901, la cual empezó a circular desde 1987 hasta nuestros días.

## Monedas
En 1965 se acuñaron monedas en denominaciones de 5, 10, 20 y 50 centavos, en 1968 se añadió la moneda de 1 peso boliviano, en 1972 se empezó a acuñar la moneda de 25 centavos y en 1976 se añadió la de 5 pesos bolivianos.[cita requerida] Entre 1980 y 1986 (año en que se devaluó el peso boliviano) no se acuñaron  monedas por la alta inflación, ya que su valor adquisitivo era casi nulo.[cita requerida]
Los años de acuñación de las monedas fueron:
| Denominación       | Años | Años | Años | Años | Años | Años | Años | Años | Años | Años | Años | Años | Años |
| Denominación       | 1965 | 1967 | 1968 | 1969 | 1970 | 1971 | 1972 | 1973 | 1974 | 1976 | 1978 | 1980 |      |
| ------------------ | ---- | ---- | ---- | ---- | ---- | ---- | ---- | ---- | ---- | ---- | ---- | ---- | ---- |
| 5 centavos         |      |      |      |      |      |      |      |      |      |      |      |      |      |
| 10 centavos        |      |      |      |      |      |      |      |      |      |      |      |      |      |
| 20 centavos        |      |      |      |      |      |      |      |      |      |      |      |      |      |
| 25 centavos        |      |      |      |      |      |      |      |      |      |      |      |      |      |
| 50 centavos        |      |      |      |      |      |      |      |      |      |      |      |      |      |
| 1 peso boliviano   |      |      |      |      |      |      |      |      |      |      |      |      |      |
| 5 pesos bolivianos |      |      |      |      |      |      |      |      |      |      |      |      |      |

| Valor              | Entrada en circulación | Características | Características      | Características | Descripción                                    | Descripción                                                    |
| Valor              | Entrada en circulación | Composición     | Forma                | Canto           | Anverso                                        | Reverso                                                        |
| ------------------ | ---------------------- | --------------- | -------------------- | --------------- | ---------------------------------------------- | -------------------------------------------------------------- |
| 5 centavos         | 1965                   | Cobre           | Cilíndrica           | Liso            | "CINCO CENTAVOS" 5 Fecha de emisión            | "REPUBLICA DE BOLIVIA" Escudo de armas de Bolivia 10 estrellas |
| 10 centavos        | 1965                   | Cobre           | Cilíndrica           | Liso            | "DIEZ CENTAVOS" 10 Fecha de emisión            | "REPÚBLICA DE BOLIVIA" Escudo de armas de Bolivia 10 estrellas |
| 20 centavos        | 1965                   | Níquel          | Cilíndrica           | Liso            | "VEINTE CENTAVOS" 20 Fecha de emisión          | "REPÚBLICA DE BOLIVIA" Escudo de armas de Bolivia 10 estrellas |
| 25 centavos        | 1972                   | Níquel          | Polígono de 12 caras | Liso            | "VEINTICINCO CENTAVOS" 25 Fecha de emisión     | "REPÚBLICA DE BOLIVIA" Escudo de armas de Bolivia 10 estrellas |
| 50 centavos        | 1965                   | Níquel          | Cilíndrica           | Liso            | "CINCUENTA CENTAVOS" 50 Fecha de emisión       | "REPÚBLICA DE BOLIVIA" Escudo de armas de Bolivia 10 estrellas |
| 1 peso boliviano   | 1968                   | Níquel          | Cilíndrica           | Liso            | "UN PESO BOLIVIANO" b$.1 Fecha de emisión      | "REPÚBLICA DE BOLIVIA" Escudo de armas de Bolivia 10 estrellas |
| 5 pesos bolivianos | 1976                   | Níquel          | Cilíndrica           | Liso            | "CINCO PESOS BOLIVIANOS" b$.5 Fecha de emisión | "REPÚBLICA DE BOLIVIA" Escudo de armas de Bolivia 10 estrellas |

### Monedas conmemorativas
La primera moneda conmemorativa fue acuñada en 1968, como parte de las emisiones de los Estados miembros de la F.A.O., dicha moneda llevaba las leyendas "16-10-68" y "GUERRA CONTRA EL HAMBRE" estaba acuñada en níquel chapado en acero inoxidable, con un peso de 6 g. y un diámetro de 27 mm, dicha moneda estaba destinada a la circulación pero por diversos motivos no llegó a circular.
En 1975 se acuñaron monedas en alusión al sesquicentenario de la fundación de la República de Bolivia, todas fueron acuñadas en plata Ley .933, en el anverso portaban el busto del Libertador Simón Bolívar y del dictador Hugo Banzer, la denominación y la leyenda "ORDEN • PAZ • TRABAJO" y en el reverso llevaban el escudo nacional y las leyendas "REPUBLICA DE BOLIVIA" y "SESQUICENTENARIO", la denominación más pequeña fue la de 100 $b., con un peso de 10 g y un diámetro de 25.85 mm, la siguiente denominación fue de 250 $b., con un peso de 15 g y un diámetro de 30 mm, la denominación más alta fue de 500 $b., con un peso de 22 g y un diámetro de 34 mm. Estás monedas circularon como curso legal en el país con los valores establecidos en las mismas, sin embargo la inflación no permitió continuar la circulación y se quedaron como monedas conmemorativas para su compra en el BCB hasta nuestros dias.
En 1979 se acuñaron monedas en alusión al Año Internacional del Niño, la denominación más baja fue de 200 $b., acuñada en plata Ley .925 con un peso de 23.33 g y un diámetro de 38.61 mm, la denominación más alta fue acuñada de 4000 $b., acuñada en oro de ley .900, con un peso de 17.17 g y un diámetro de 27 mm. Actualmente la moneda de plata se encuentra a la venta en el BCB como parte de la colección "MONEDAS CONMEMORATIVAS DE PLATA DEL BCB" a un precio de Bs 180.

## Billetes
En 1962 se emitieron billetes en denominaciones de 1, 5, 10, 20, 50 y 100 pesos bolivianos; la serie "A" poseía doble denominación, en años posteriores se eliminó la doble denominación de las denominaciones de 1, 20, 50 y 100. Denominaciones impresas en su mayoría por la británica Thomas de la Rue. 
En 1981 en el gobierno de Luis García Meza mediante Decreto Supremo 18338 se emitió el billete de 500 pesos bolivianos con la imagen de Eduardo Abaroa Hidalgo, siendo la encarga de su impresión la  American Bank Note Company; un año después en el gobierno de Celso Torrelio Villa se promulgó Decreto Supremo 19023 el cual autorizaba la emisión de billetes de 1000 pesos bolivianos, con la imagen Juana Azurduy, impresos por la británica Thomas de la Rue; estos billetes fueron emitidos porque día a día los billetes de menor denominación perdían valor adquisitivo.
En febrero de 1984 el presidente Hernán Siles Suazo firmó el Decreto Supremo 20029, que autorizó la impresión de billetes en denominaciones de 5000 pesos bolivianos con la imagen de José Ballivián y 10 000 pesos bolivianos con Andrés de Santa Cruz, impresos por la alemana Bundesdruckerei; y  en junio del mismo año se emitieron los billetes de corte más alto de la historia de Bolivia (50 000 y 100 000 pesos bolivianos), mediante Decreto Supremo 20273. Según pasaban los meses la hiperinflación afectaba a la economía boliviana y el valor adquisitivo de los billetes era casi nulo, por ese motivo se empezaron a emitir «Cheques de gerencia» en denominaciones extremadamente altos como por ejemplo 5000, 10 000, 20 000, 50 000, 100 000, 500 000, 1 000 000, 5 000 000, y 10 000 000 de pesos bolivianos.
En 1987 con la implementación del boliviano, el billete de 10 000 pesos bolivianos se habilitó a 1 centavo de boliviano; el de 50 000 pesos bolivianos a 5 centavos de boliviano y el 100 000 pesos bolivianos a 10 centavos de boliviano.
| Denominación             | Color principal | Anverso                    | Reverso                                  | Entrada en circulación |
| ------------------------ | --------------- | -------------------------- | ---------------------------------------- | ---------------------- |
| 1 peso boliviano         | Tonos negros    | Campesino                  | Reforma Agraria                          | 13 de julio de 1962    |
| 5 pesos bolivianos       | Tonos celestes  | Gualberto Villarroel López | Refinería de petróleo                    | 13 de julio de 1962    |
| 10 pesos bolivianos      | Tonos verdes    | Germán Busch Becerra       | Cerro Rico de Potosí                     | 13 de julio de 1962    |
| 20 pesos bolivianos      | Tonos púrpuras  | Pedro Domingo Murillo      | La Paz-Illimani                          | 13 de julio de 1962    |
| 50 pesos bolivianos      | Tonos naranjas  | Antonio José de Sucre      | Puerta del Sol-Tiahuanaco                | 13 de julio de 1962    |
| 100 pesos bolivianos     | Tonos rojos     | Simón Bolívar              | Acta de la Independencia de la República | 13 de julio de 1962    |
| 500 pesos bolivianos     | Tonos azules    | Eduardo Avaroa             | Puerto de Antofagasta                    | 1 de junio de 1981     |
| 1000 pesos bolivianos    | Tonos plomos    | Juana Azurduy              | Casa de la Libertad                      | 25 de junio de 1982    |
| 5000 pesos bolivianos    | Tonos cafés     | José Ballivián             | Cóndor y jaguar                          | 10 de febrero de 1984  |
| 10 000 pesos bolivianos  | Tonos grises    | Andrés de Santa Cruz       | Palacio legislativo- La Paz              | 10 de febrero de 1984  |
| 50 000 pesos bolivianos  | Tonos verdes    | Gualberto Villarroel       | Refinería de petróleo                    | 6 de junio de 1984     |
| 100 000 pesos bolivianos | Tonos violetas  | Campesino                  | Reforma Agraria                          | 6 de junio de 1984     |

## Cheques de gerencia
La necesidad de tener dinero en las calles y la imposibilidad de imprimir billetes al ritmo de la inflación obligó al gobierno mediante el Decreto Supremo 19078 del 28 de julio de 1982 a autorizar al Banco Central de Bolivia para emitir «Cheques de Gerencia» por $b. 5000, $b. 10 000, $b. 20 000 y $b. 50 000, a fin de garantizar la continuidad de todas las transacciones comerciales del país. En junio de ese mismo año, la inflación obligó a emitir cheques con valores de $b. 50 000, $b. 500 000 y $b. 1 000 000.
Mediante el Decreto Supremo 20272 del 5 de junio de 1984 se autorizó la emisión de cheques impresos en los Estados Unidos por la Jeffries Banknote Company, en denominaciones de $b. 10 000, $b. 20 000 y $b. 50 000 y cheques impresos en la Casa da Moeda do Brasil, en denominaciones de $b. 100 000 y $b. 500 000.
En 1985, con el Decreto Supremo 20732, se autorizó cheques de gerencia con valores de $b. 1 000 000, $b. 5 000 000 y $b. 10 000 000, impresos por la Casa da Moeda do Brasil, Casa de Moneda de Argentina y alemana Giesecke & Devrient en diferentes ediciones y diseños.
Estos cheques estuvieron en circulación hasta la implementación de la nueva moneda, denominada boliviano mediante la Ley N.º 901 habilitándose el cheque de gerencia de 10 000 pesos bolivianos a 1 centavo de boliviano; el de 50 000 pesos bolivianos a 5 centavos de boliviano; el de 100 000 pesos bolivianos a 10 centavos de boliviano; el de 500 000 pesos bolivianos a 50 centavos de boliviano; el de 1 000 000 de pesos bolivianos de la emisión de Argentina, a 1 boliviano; el de 5.000.000 de pesos bolivianos, de la emisión brasilera, a 5 bolivianos y, el de 10.000.000 de pesos bolivianos de la emisión brasilera, a 10 bolivianos.